# Station Zastocze
Station Zastocze is een spoorwegstation in de Poolse plaats Zastocze.